# Jenna Gray
Jenna Camille Gray (Shawnee, 28 febbraio 1998) è una pallavolista statunitense, palleggiatrice del Minas.

## Carriera

### Club
La carriera di Jenna Gray inizia nei tornei scolastici del Kansas, giocando per la St. James Academy. Dopo il diploma approda al programma di pallavolo femminile della Stanford, giocando nel campionato universitario di NCAA Division I: fa parte delle Cardinal dal 2016 al 2019, raggiungendo le Final 4 ogni anno e conquistando tre titoli nazionali, impreziositi da numerosi riconoscimenti individuali.
Firma il suo primo contratto professionistico in Germania, accasandosi nella stagione 2020-21 al Dresdner, in 1. Bundesliga, conquistando uno scudetto e una Supercoppa tedesca: dopo un biennio con le tedesche, per il campionato 2022-23 si trasferisce in Francia, dove prende parte alla Ligue A con lo RC Cannes, mentre nel campionato seguente approda in Brasile, disputando la Superliga Série A con il Minas.

### Nazionale
Fa il suo esordio nella nazionale statunitense in occasione del campionato nordamericano 2021, dove si classifica al quarto posto. In seguito conquista il bronzo alla Coppa panamericana 2023 e l'oro alla NORCECA Final Six 2023. Un anno dopo vince l'argento alla Coppa panamericana.

## Palmarès

### Club
- NCAA Division I: 3

2016, 2018, 2019
- Campionato tedesco: 1

2020-21
- Supercoppa tedesca: 1

2021

### Nazionale (competizioni minori)
- Coppa panamericana 2023
- NORCECA Final Six 2023
- Coppa panamericana 2024

### Premi individuali
- 2016 - NCAA Division I: Columbus National All-Tournament Team
- 2017 - All-America First Team
- 2017 - NCAA Division I: Stanford Regional All-Tournament Team
- 2018 - All-America First Team
- 2018 - NCAA Division I: Stanford Regional All-Tournament Team
- 2018 - NCAA Division I: Minneapolis National All-Tournament Team
- 2019 - All-America First Team
- 2019 - NCAA Division I: Pittsburgh National All-Tournament Team